# Вікторівка (Кам'янець-Подільський район)
Вікторі́вка — село в Україні, у Чемеровецькій селищній територіальній громаді Кам'янець-Подільського району Хмельницької області.

## Назва
На даний час відсутня інформація про походження назви села. Можна припустити, що вона може походити від власного імені Віктор. До слова, країні крім цієї є ще 18 одноймених сіл.

## Географія
Село розташоване на лівому березі неподалік річки Збруч, поблизу озера Солонча, за 56 км. автодорогами від Кам’янця-Подільського і за 10 км. від Чемерівців.

### Клімат
Вікторівка знаходяться в межах вологого континентального клімату із теплим літом.

## Історія
Перша згадка — у документах про село за 1895 рік.
Внаслідок поразки визвольних змагань на початку XX століття, село надовго окуповане російсько-більшовицькими загарбниками.
В 1932–1933 селяни села пережили Голодомор.
З 24 серпня 1991 року село входить до складу незалежної України.
9 січня 2014 року активісти Гусятинського Євромайдану здійснили автопробіг колоною з понад 50 автівок до села Вікторівка, де мешкає сімейство Хоптянів. Однак ні сам Валентин Хоптян, ні його дружина Надія до учасників автопробігу не вийшли. Чисельний склад автопробігу поколядував біля однієї з кованих брам Валентина Хоптяна та повернулися до Гусятина.
15 вересня 2016 року шляхом об'єднання сільських рад село Вікторівка увійшло до складу Чемеровецької селищної громади, до цього органом місцевого самоврядування була Шидловецька сільська рада.
До адміністративної реформи 19 липня 2020 року село належало до Чемеровецького району, після його ліквідації, увійшло до складу Кам'янець-Подільського району.

## Населення
Населення становить 229 осіб на 2001 рік. Мешканці села займаються особистим підсобним господарством.

## Релігія
У селі є церква святого архистратига Михаїла (2005, УГКЦ).

## Відомі люди

### Народилися
- Олійник Василь Петрович (нар.1903 — †1983) — Герой Радянського Союзу, народився в селі Вікторівка.
- Хоптян Валентин Антонович  — український політик, у 2010–2014 голова Тернопільської обласної державної адміністрації.

### Проживали, перебували
- Василій Семенюк — митрополит Тернопільсько-Зборівський УГКЦ, доклав старань під час будівництва храму святого архистратига Михаїла.

## Охорона природи
Село лежить у межах національного природного парку «Подільські Товтри». В басейні річки Збруч на Лянцкорунській низині між сіл Шидлівці і Вікторівка розкинулось озеро Солонча — водойма площею 15 гектарів і глибиною до чотирьох метрів. Живиться підземними та поверхневими водами, зовні воно схоже на ставок. Назва Солонча пішла від слова «солончаки», що означає «мочарі».

## Галерея

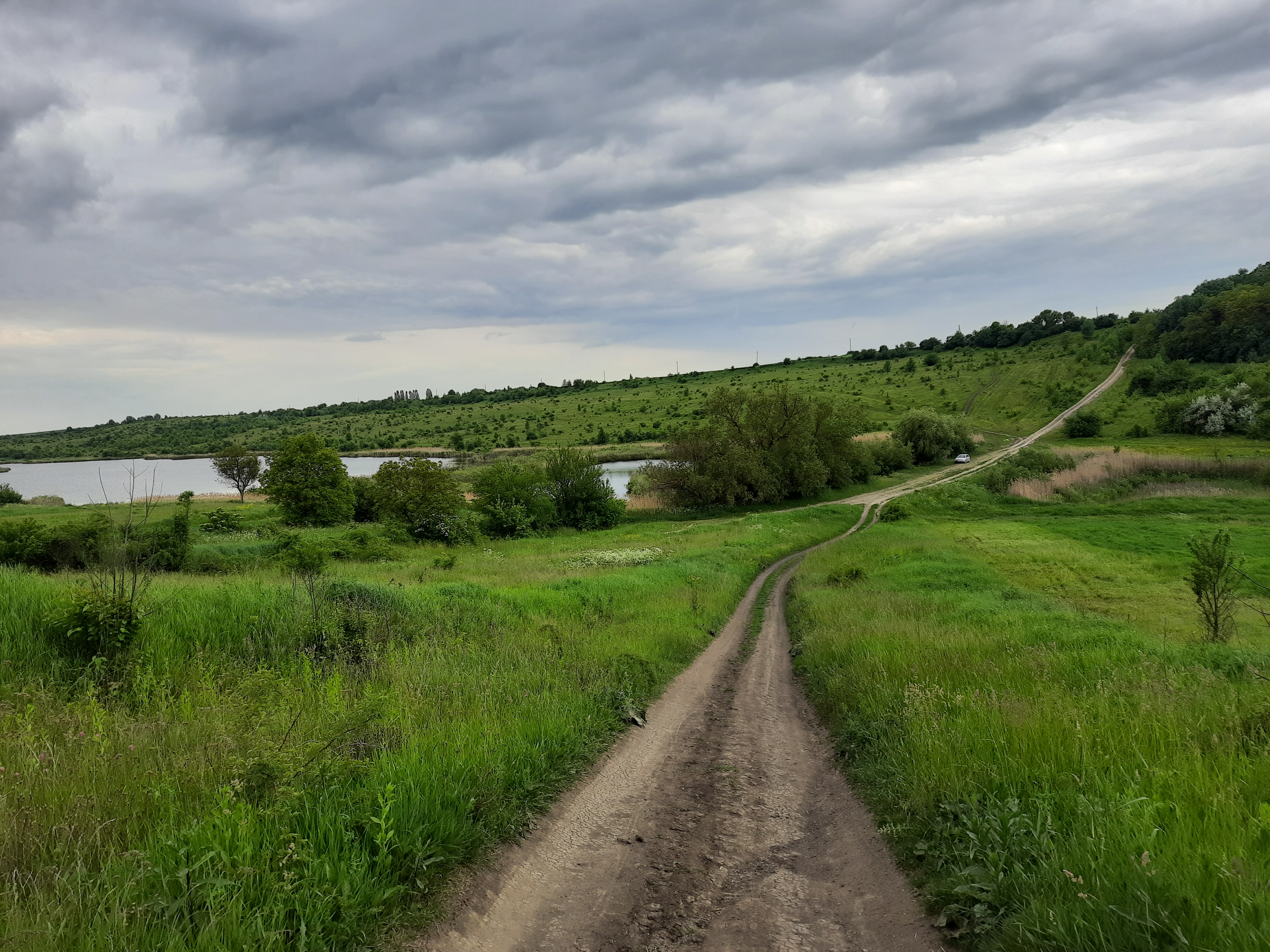
Дорога на Вікторівку
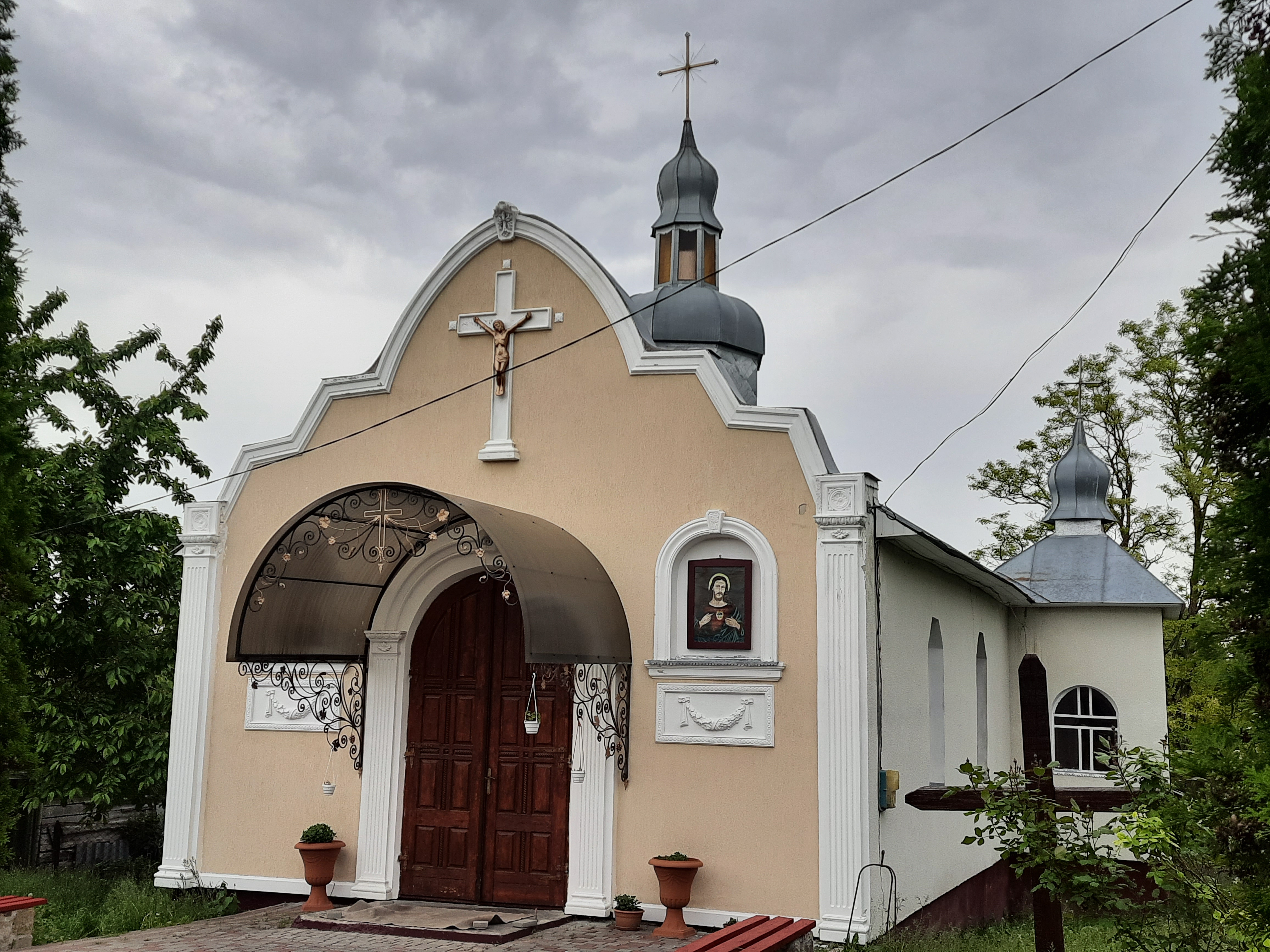
Михайлівська церква
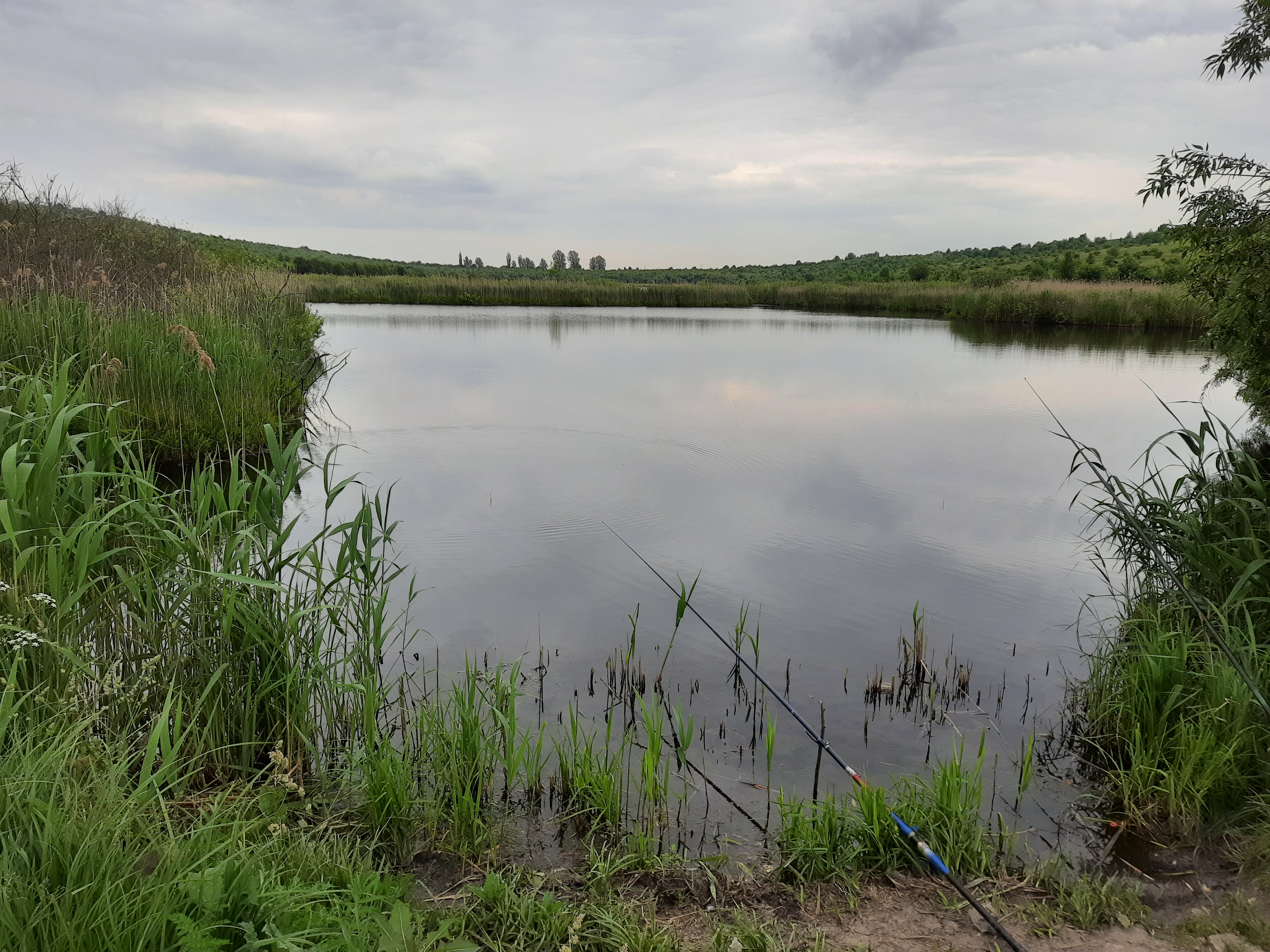
Озеро Солонча біля села